# Incidente del U-2
El incidente del avión U-2 ocurrió durante la Guerra Fría, el 1 de mayo de 1960, cuando un avión espía estadounidense U-2 fue derribado sobre la Unión Soviética. En un principio, el gobierno de Estados Unidos negó el objetivo y misión del avión, pero se vio obligado a admitir su papel en la intrusión aérea cuando la Unión Soviética mostró sus restos (sorprendentemente conservados), y más aún, anunció que su piloto, de quien luego se sabría que se llamaba Francis Gary Powers (1929-1977), había sobrevivido a su derribo.
Tan solo unos quince días antes de la para entonces inminente apertura de una cumbre Oriente-Occidente en París, el incidente fue muy embarazoso para los Estados Unidos y anticipó un marcado deterioro en sus relaciones con la Unión Soviética.

## Antecedentes
En julio de 1957, el presidente estadounidense Dwight Eisenhower (1890-1969) le solicitó permiso al primer ministro de Pakistán, Huseyn Shaheed Suhrawardy, para establecer una instalación secreta de inteligencia, así como permiso para que los entonces recientes aviones espía U-2, despegasen desde ese país.
Una instalación situada en la localidad de Badaber, a unos 15 km de Peshawar, al norte de Pakistán, era una pantalla que encubría una gran red de intercepción de comunicaciones, y que era operada por la Agencia de Seguridad Nacional de Estados Unidos. Además, Badaber era una excelente opción debido a su proximidad al Asia Central soviética, junto a Afganistán. Así se podría monitorear la actividad de los sitios de pruebas de misiles de esa región. Los aviones U-2 obtuvieron permiso del gobierno de Pakistán, para usar la sección militar del aeropuerto civil de Peshawar, para realizar su misión secreta de 'ojo en el cielo', en una era inmediatamente anterior a la de los satélites artificiales, que permitirían explorar mucho más territorio hostil con fotos satelitales, con mucho menos riesgo de operar aviones en territorio enemigo.
El 9 de abril de 1960 un U-2 de la unidad 10-10 de la Agencia Central de Inteligencia (CIA) estadounidense cruzó la frontera Sur de la Unión Soviética, en la región de las montañas Pamir, y sobrevoló objetivos militares soviéticos de alto secreto (top secret): el sitio de pruebas de Semipalatinsk, en Kazajistán; una base de bombarderos Tupolev TU-95 Bear, otro sitio de pruebas de misiles antiaéreos (Surface to Air Missiles, SAM) cerca de la localidad de Saryshagan, y la base de misiles de Tyuratam (germen del futuro cosmódromo de Baikonur), como ya lo había hecho en anteriores misiones.
El avión fue detectado por las Fuerzas de Defensa Soviéticas a las 4:47, después de haberse adentrado unos 250 km en el interior del territorio soviético, evadiendo mediante su gran altitud de vuelo a los caza de combate MiG-19 y Sujoi SU-9 que habían salido a intentar interceptarlo, en un combate aéreo en las fronteras del país. Después de que el U2 abandonara el espacio aéreo soviético a las 11:32 (casi siete horas después), a través del noroeste de la Unión Soviética europea, era evidente que la CIA había realizado una extraordinaria operación de inteligencia. Si bien estas audaces acciones realizadas por los EE. UU. eran una clara provocación, además de una obvia violación de las normas del derecho internacional público y/o aeronáutico, el régimen de Nikita Jrushchov estaba «entre la espada y la pared» ya que, si realizaba una protesta diplomática, independientemente de lo enérgica que esta pudiese haber llegado a ser, hubiese dejado en evidencia su hasta entonces inferioridad en tecnología militar, para interceptar y derribar el avión enemigo: eso significaba que no tenían ningún caza que pudiese operar a una altitud siquiera aproximada a la de los escurridizos U-2, así como tampoco (aparentemente) todavía disponían de un misil tierra-aire capaz de alcanzar un objetivo que volase a semejante altura (unos 24 km). Por lo tanto, hasta ese entonces habían silenciosamente soportado la humillación de solo limitarse a detectar a los huidizos U-2 en sus radares, sin poder hacer demasiado al respecto, mientras los aviones secretos y misteriosos U-2 violaban impunemente el espacio aéreo soviético. No obstante, los inminentes hechos que pronto se desencadenarían demostrarían que la Unión Soviética ya había puesto al día su capacidad antiaérea de sus misiles.
El próximo vuelo de este tipo estaba planeado para el 1 de mayo, y a pesar de sus implícitos riesgos, nadie dentro del gobierno del general Dwight Eisenhower se imaginaba cómo resultaría en realidad.

## Los hechos

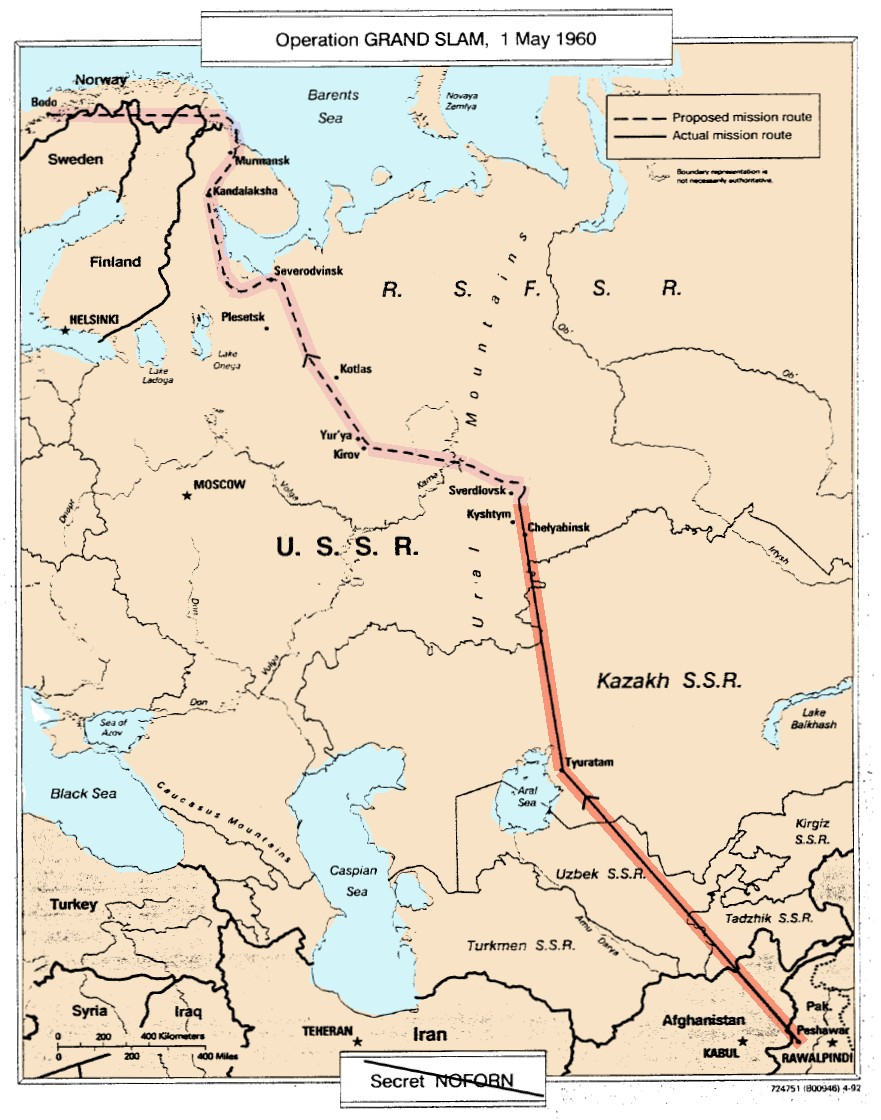
Plan de vuelo del U-2 el 1 de mayo de 1960, de acuerdo con documentos de la CIA desclasificados el 25 de junio de 2013.

El 1 de mayo de 1960, trece días antes de la apertura de la cumbre Este-Oeste en París, para limitar la cantidad de armas nucleares, un avión espía estadounidense Lockheed U-2 abandonó su base en Badaber, Pakistán, con la misión de sobrevolar la Unión Soviética, fotografiar sitios o silos de misiles balísticos intercontinentales (ICBMs) nucleares en las cercanías de las regiones de Sverdlovsk y Plesetsk, antes de finalmente aterrizar en Bodø, en la nórdica Noruega (uno de los dos únicos países de la OTAN limítrofes de la entonces Unión Soviética, junto a Turquía), que le permite hacerlo.
Todas las unidades de la Fuerzas Aérea Soviética en el Asia Central, Kazajistán, Siberia, los montes Urales (y más tarde, en la propia región europea de la Unión Soviética e incluso el extremo norte) estaban en alerta, y se esperaba la inminente invasión del espacio aéreo soviético por parte de un U-2 proveniente desde el sur. Poco después de la detección del aeroplano intruso, el entonces teniente general de la Fuerza Aérea soviética, Yevgueny Savistky, ordenó a los comandantes de las unidades aéreas que lo atacasen por medio de todos los vuelos en alerta, en el área del curso de la aeronave extranjera y lo embistiesen si fuese necesario.
Debido a la extrema altura operativa del U-2, de unos 24 km, los intentos soviéticos de interceptarlo usando los «convencionales» aviones caza de combate interceptores de aviones enemigos, habían fracasado anteriormente. Más aún, el curso de vuelo de U-2 estaba fuera del radio de alcance de varios sitios de lanzamiento de misiles tierra-aire (surface to air missiles [SAM]). Incluso un misil que podría haberlo alcanzado estaba fuera de servicio durante ese importante festivo del Día de los Trabajadores.
De acuerdo a la versión oficial soviética de los hechos (que sería puesta en duda más de tres décadas después), el U-2 fue finalmente impactado y derribado cerca de la localidad de Degtyarsk, en la región de los Urales, por uno de catorce misiles antiaéreos S-75 Dvina (SA-2 Guideline según la nomenclatura de la OTAN) disparados contra el avión espía.
El piloto Francis Gary Powers se eyectó exitosamente, antes de abrir su paracaídas. Al hacer eso, no activó (o no pudo hacerlo) la pequeña carga explosiva que habría contribuido a la destrucción de la aeronave, cuyos potenciales restos en tierra podrían convertirse en evidencia incriminatoria en territorio hostil (y de hecho, así sería prontamente). Además, durante su entrenamiento, Powers había recibido un dólar de plata modificado, con una químico en su interior para suicidarse.
Al regresar a Estados Unidos, fue criticado por no haber activado el mecanismo de autodestrucción de su aeronave, que hubiera destruido la cámara, negativos y otro material clasificado, para evitar reconocerlo por el gobierno de la Unión Soviética, antes de ser capturado en tierra. También se le criticó por no usar la aguja de suicidio que le proporciona la CIA a los agentes en misiones de riesgo. Esta aguja, oculta en un dólar de plata, podía ser usada para evitar el sufrimiento de ser torturado en caso de ser capturado por el enemigo.
Luego de ser cuestionado extensivamente por la CIA, Lockheed (fabricantes del U-2), y la fuerza aérea, compareció ante los senadores Richard Russell, Prescott Bush y Barry Goldwater senior (padre) el 6 de marzo de 1962. En tales comparecencias, se determinó que Powers había seguido órdenes y no había divulgado información crítica a los soviéticos, y actuó como «un buen joven bajo circunstancias peligrosas».</ref> que escondía una aguja impregnada con la sustancia tóxica tropical conocida como curare. No obstante, tampoco pudo optar por la vía rápida del suicidio cuando saltó, ni tampoco quiso hacerlo una vez en tierra.
Inmediatamente antes de saltar de la aeronave siniestrada, Powers olvidó desconectar su tubo de oxígeno (fundamental para poder respirar a tales alturas) de la cabina de mando, por lo que tuvo que luchar con él, hasta que logró desconectar la manguera que aún lo mantenía unido al avión, el cual ya había entrado en barrena, la caída sin control girando. Un segundo misil adicional impactó en el ya averiado U-2, dañándolo aún más, y seguramente habría matado a Powers, de haber estado él todavía en la cabina. Finalmente cae en tierra con su paracaídas y fue capturado, después de haber sido delatado por unos granjeros, quienes enseguida se dieron cuenta de que estaban ante un extranjero que no hablaba ruso.
El centro de mando de los misiles antiaéreos involucrados no tuvo la confirmación del derribo sino después de 30 minutos. Sorprendente y paradójicamente, uno de los cazas soviéticos que perseguían a Powers (un MiG-19) también fue destruido, por el ataque de misiles, resultando muerto su piloto.
Sobre este último hecho en particular, se llegó a alegar que hubo un malentendido radial. Como el 1 de mayo era el Día Internacional del Trabajo, parte de las estaciones soviéticas de seguimiento aéreo aún no habían cambiado sus códigos de identificación radial amigo - enemigo, a pesar de que, por reglamento, debían hacerlo al inicio de cada mes. Estas codificaciones radiales, que permitían distinguir a una aeronave amiga de una enemiga, intrusa, ingresando a su territorio nacional y volando sobre su espacio aéreo, habrían detectado al propio MiG-19 como enemigo.
Incluso Jrushchov pensó que se trataba de una afrenta personal de Eisenhower. Pero sencillamente sucedía que, en los EE. UU. (así como en Canadá y Puerto Rico), el día de los trabajadores se celebra el primer lunes de septiembre, y el presidente estadounidense no tenía idea de la importante festividad que se conmemoraba en la Unión Soviética el día del incidente en cuestión.[cita requerida]
Un estudio minucioso del frustrado vuelo de Powers muestra que uno de los últimos objetivos que él había sobrevolado era la instalación de producción de plutonio conocida como Chelyabinsk-65 (190 km al sur del sitio de derribo de la aeronave). Al fotografiar la misma desde arriba, se podría haber estimado la capacidad de disipación de calor de los sistemas de refrigeración de la planta, permitiendo así calcular la potencia (de salida) de los reactores. Esto habría permitido determinar la cantidad de plutonio que se estaba produciendo para fabricar armas nucleares, para finalmente poder afinar los cálculos tentativos sobre la eventual producción de armas nucleares soviéticas y su arsenal de armas disponible.
Debido a su extrema sensibilidad militar, varias baterías antiaéreas se habían instalado alrededor de esa planta, la cual, si bien estaba enclavada en el interior del inmenso territorio de la Unión Soviética, cerca de los Urales, por seguridad, no dejaba de ser atractiva para los «curiosos» aviones espía U-2 estadounidenses, como bien sabían las autoridades soviéticas.

## Encubrimiento y posterior exposición del gobierno estadounidense

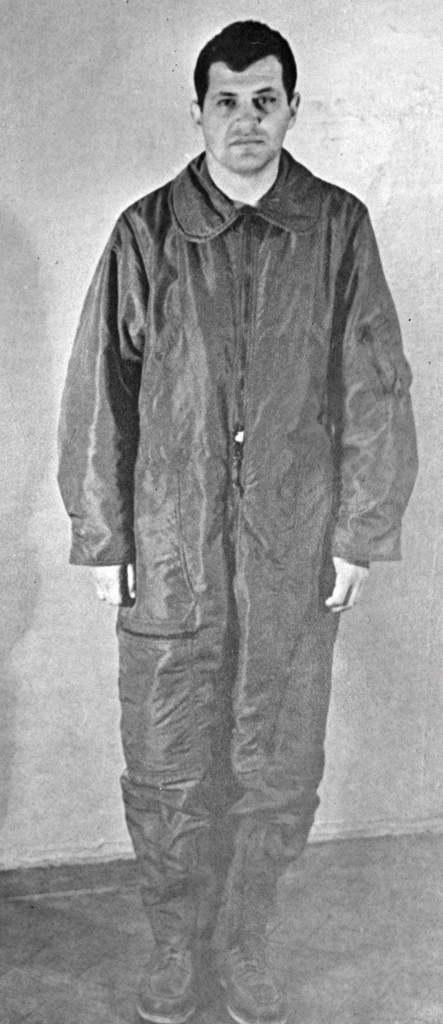
Francis Gary Powers, el piloto del U-2, mientras estaba bajo custodia soviética.

El 5 de mayo de 1960, cuatro días después de la desaparición de Powers, la NASA lanzó un muy detallado informe de prensa que decía que una de sus aeronaves de investigación «se había perdido» al norte de Turquía. El falso informe especulaba que el piloto podría haber perdido la consciencia mientras que el piloto automático aún estaba activado, llegando mentirosamente a alegar que aquel había «informado, mediante la señal radial de emergencia, que estaba experimentando dificultades [con su tubo] de oxígeno». Incluso, para reforzar el intento de engaño, un avión U-2 fue rápidamente pintado con el logotipo de la NASA y fue posteriormente mostrado o exhibido ante la prensa estadounidense y mundial.
Después de enterarse de esa maniobra de encubrimiento, el premier soviético Nikita Jrushchov anunció al Soviet Supremo, y al mundo, que un «avión espía» había sido derribado en la Unión Soviética; pero intencionalmente no hizo referencia alguna a que su piloto había sobrevivido durante el incidente, guardándose esa vital información como su «as bajo la manga».
Eisenhower y sus asesores «mordieron el anzuelo» y, lógicamente pensando que el piloto habría muerto, autorizaron la divulgación de una historia de encubrimiento, que aseguraba que se trataba de una «aeronave de investigación meteorológica» que había entrado en el espacio aéreo soviético después de haberse extraviado, luego de que el piloto transmitiese por radio que estaba experimentando «dificultades con su equipo de oxígeno», mientras volaba sobre Turquía.
La Casa Blanca reconoció que podía tratarse de la misma aeronave, pero aun así proclamó que «no hubo intento deliberado alguno de violar el espacio aéreo soviético, y nunca lo ha habido», e intentó seguir con la «farsa» de su «operación fachada», al ordenar mantener en tierra a todos los U-2, para controlar eventuales «problemas de oxígeno».
El 7 de mayo, Nikita Jrushchov tendió la parte final de su trampa y anunció:

Debo decirles un secreto. Cuando hice mi primer informe, deliberadamente no dije que el piloto estaba vivo y bien... y ahora miren todas las cosas tontas que las autoridades estadounidenses han dicho.

No solo Powers estaba vivo, sino que además se conservaban importantes secciones de su aeronave. Los soviéticos se las ingeniaron para recuperar la crítica cámara de vigilancia, e incluso revelaron algunas de las fotografías por ella tomada. Así que el incidente resultó ser una gran humillación para la administración de Eisenhower, atrapado en una mentira, que era a la vez evidente e innegable.
El «paquete de supervivencia» de Powers, que incluía 7500 rublos de la época y joyería femenina, también fue recuperado. Hoy gran parte de los restos de la aeronave, así como varios elementos del mencionado paquete se encuentran en exhibición en el Museo Central de las Fuerzas Armadas Rusas, en Moscú. Un pequeño fragmento regresó a los Estados Unidos y se encuentra en el National Cryptologic Museum, institución dependiente de la Agencia de Seguridad Nacional (NSA). Asimismo, la familia del ya fallecido Powers recibió en el año 2000, víspera del cuadragésimo aniversario del incidente, una pequeña porción del avión, la cual tiene una notable forma de medialuna.

## Consecuencias inmediatas de la crisis
La cumbre de París entre el presidente estadounidense, el general Dwight Eisenhower, y el líder soviético Nikita Jrushchov fracasó incluso antes de haber comenzado, en gran medida debido a que el primero rehusó disculparse públicamente por el incidente. Jrushchov abandonó definitivamente las conversaciones al respecto el día 16 de mayo.
La Unión Soviética convocó a una reunión del Consejo de Seguridad de las Naciones Unidas el día 23 de mayo, para dar su versión de los hechos.
Los encuentros continuaron durante cuatro días, en los que se cruzaron otros alegatos de espionaje, a la vez que recriminaciones sobre la frustrada Cumbre de París. Allí, el gobierno de Eisenhower hizo pública su propuesta de «cielos abiertos», que intentaba consensuar vuelos de reconocimiento recíprocos «preventivos» entre las dos superpotencias militares antagónicas. No obstante la justicia de su causa, la Unión Soviética no logró que se votara su moción, ante una ONU básicamente dominada por las anticomunistas potencias occidentales. La delegación soviética quería una resolución concisa que condenase la intrusión aérea, y le exigiera al gobierno estadounidense que no se repitiera.
Powers se declaró culpable y fue rápidamente condenado por espionaje, el 19 de agosto de 1960, a cumplir 10 años de reclusión (consistentes en tres años de prisión propiamente dicha y siete adicionales de trabajos forzados). Su alegato de defensa incluyó la recordada frase de ‘júzguenme como a un ser humano y no como a un enemigo».
Pero terminaría cumpliendo solo 18 meses de reclusión antes de ser canjeado, el 10 de febrero de 1962, por un notable espía soviético que había estado operando en la ciudad de Nueva York durante parte de las décadas de 1940 y de 1950, el coronel de inteligencia Viliam Guénrijovich Fisher (más conocido por su alias de Rudolf Abel). El intercambio se llevó a cabo en el puente Glienicke, que conectaba Potsdam, en la Alemania Oriental (comunista), con la cada vez más aislada Berlín Occidental (el muro se había comenzado a construir desde hacía tan solo unos seis meses, en agosto de 1961).
Otra de las consecuencias de incidente fue el deterioro de las relaciones entre la Unión Soviética y Pakistán, y el compromiso de la seguridad interna de este último país. De hecho, la Unión Soviética se volcaría cada vez más en equipar militarmente a la India del pandit Nehru, en detrimento de su adversario pakistaní en el subcontinente, pertrechado por los EE. UU.
Otra consecuencia indirecta de la crisis fue que contribuyó al desarrollo de un avión de reconocimiento supersónico, el hoy legendario Lockheed SR-71. Este llegaría a operar sobre el extremo occidental de la Unión Soviética europea, sobre la península de Kola. No obstante, en un hecho que resultaría ser bastante más importante aún, el incidente aceleró el desarrollo de los satélites de espionaje estadounidenses en general, en particular los de la clase 'Corona'.
En un intento de reforzar su propio frente interno, el general pakistaní Khalid Mahmud Arif, al comentar sobre el incidente, señaló que «Pakistán se sintió engañado porque los EE. UU. lo habían mantenido en la oscuridad [es decir, no informado] sobre semejantes operaciones clandestinas de espionaje lanzadas desde su territorio».
No obstante, las instalaciones de intercepción de comunicaciones de Badaber siguieron operando durante varios años más, recién siendo cerradas oficialmente el 7 de enero de 1970.

## Versiones posteriores

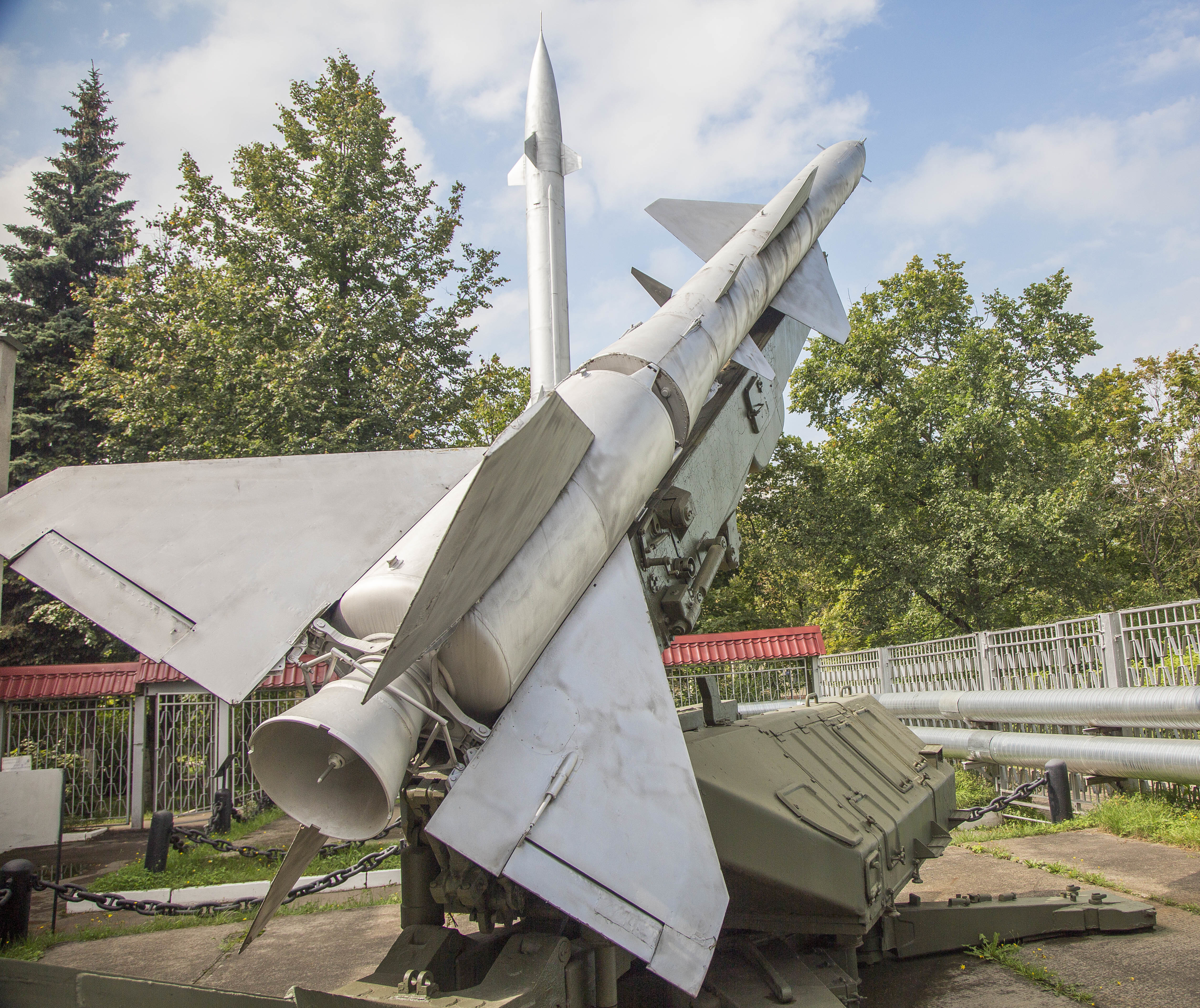
Misil tierra-aire C-75 (SA-2) utilizado para derribar el U-2, expuesto en el Museo de las Fuerzas de Defensa Aérea (cerca de Moscú).

Durante 36 años (es decir, entre 1960 y 1996), la versión oficial soviética fue que el avión espía había sido derribado después de haber sido impactado por uno de 14 misiles tierra-aire de tipo SA lanzados contra él. Esta historia se originó a partir de la información filtrada hacia Occidente por el coronel Oleg Penkovski, un agente del GRU soviético que espiaba para el MI6 británico, e indirectamente, para la CIA estadounidense. En los últimos años, sin embargo, surgieron nuevos datos que difieren sustancialmente de aquella versión oficial.

### Igor Mentyukov (piloto involucrado en el incidente)
En 1996, el piloto soviético en retiro Igor Mentyukov reveló que, a unos 20 000 m de altitud, bajo órdenes de impactar contra el intruso, se las ingenió para descompensar al U-2 mediante la estela de su Sujoi Su-9 desarmado, provocando que la aeronave intrusa se diese vuelta y se rompiesen sus frágiles alas. De hecho, la andanada de proyectiles antiaéreos sí había dado con un objetivo, pero no con el avión espía estadounidense, sino que derribó otra aeronave militar soviética en el área, el MiG-19 confundido como enemigo. Para intentar reforzar su versión, Mentyukov apeló al sentido común, diciendo que hubiese sido virtualmente imposible que un avión sobreviviese a un impacto directo de un misil, en especial un forzosamente liviano U-2. Por lo tanto, en esas condiciones habría sido difícil que su piloto sobreviviese.
Asimismo, la gran velocidad del misil respecto del U-2 no le hubiese dado tiempo a Powers para eyectarse.
Aunque el techo de vuelo operativo de los Su-9 estaba en el orden de los 16 500 y los 17 000 metros, la aeronave de Mentyukov, al haber sido liberada del lastre que significaba su armamento pesado habitual, podía escalar varios cientos de metros más. Pero al no disponer de armas, la virtual única opción que ahora tenía el piloto era intentar embestir (del ruso: 'taran') a su objetivo, como si fuese un ariete.

### Serguéi Jrushchov (hijo del premier soviético durante el incidente)
En 2000 Serguéi Jrushchov escribió acerca de la experiencia de su padre, Nikita (el entonces premier soviético), en el incidente. Dijo que Mentyukov intentó interceptar al U-2, pero no pudo hacerlo, e incluso ni siquiera habría tenido contacto visual con su objetivo. Relató que el mayor Mijaíl Voronov, quien estaba a cargo de una batería de misiles antiaéreos, disparó tres proyectiles SA-2, pero solo uno de ellos hizo ignición. Este rápidamente se dirigió hacia su blanco y explotó en el aire, detrás del U-2, pero lo suficientemente cerca como para sacudir violentamente a la frágil aeronave, haciendo inclusive que sus largas alas se desprendiesen de su fuselaje. Por eso, tras caer varios metros, a Powers no le quedó otra opción que eyectarse.
La falta de certeza sobre el resultado exitoso (o no) de ese cohete inicial hizo que se disparasen trece más desde baterías antiaéreas cercanas, pero, paradójicamente, uno de estos misiles terminó persiguiendo al MiG-19 del teniente Serguéi Safronov, matándolo.
Este sería póstumamente condecorado con la Orden de la Bandera Roja.

## Consecuencias a largo plazo

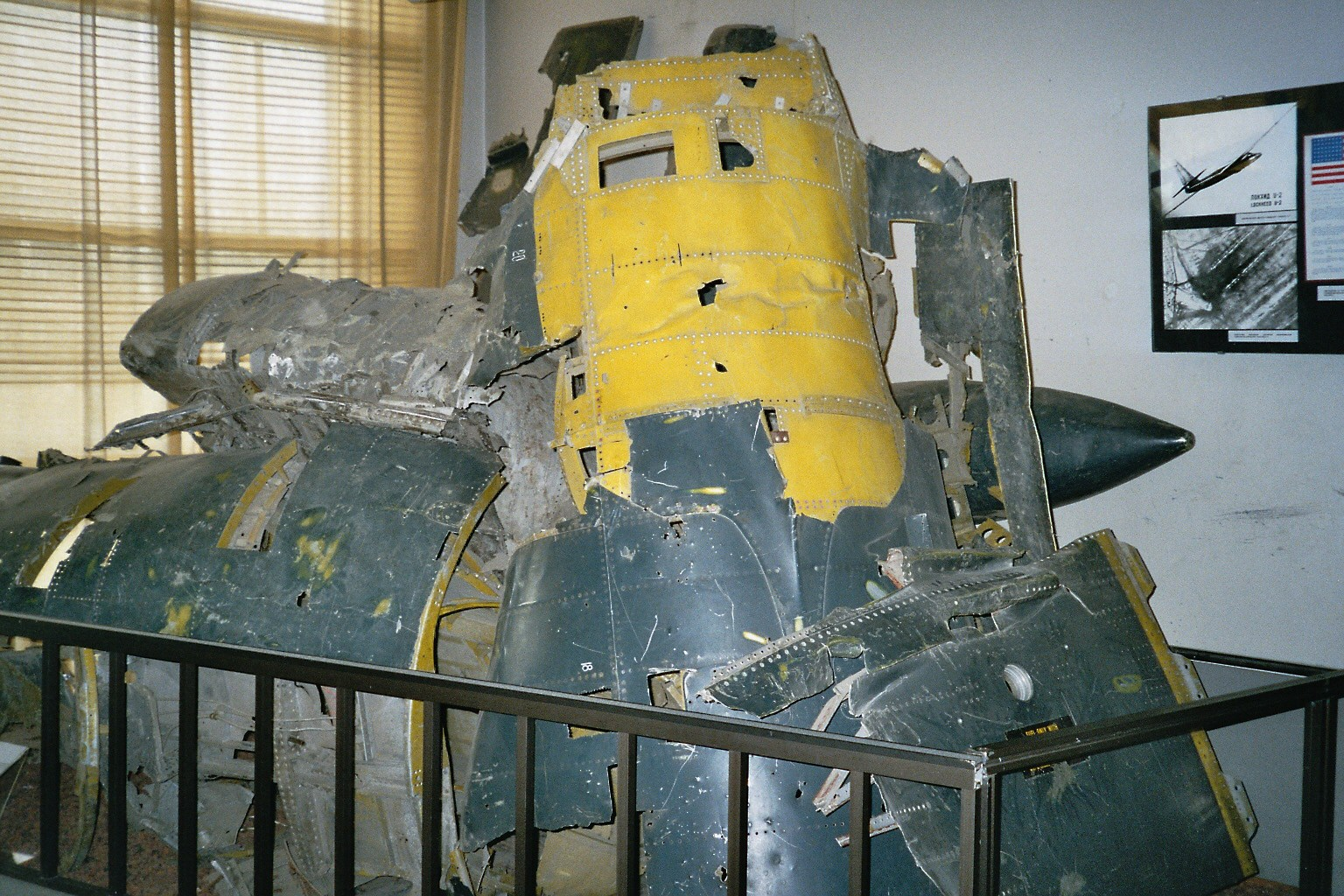
Parte de los restos del U-2, expuestos en el Museo Central de las Fuerzas Armadas, Moscú.

El piloto del U-2 involucrado en el accidente, Gary Powers, falleció el primero de agosto de 1977 en un accidente aéreo. Su helicóptero se desplomó después de haberse quedado sin combustible, mientras trabajaba para una estación de televisión de la ciudad californiana de Los Ángeles. Su hijo, Francis Gary Powers junior, cada vez más interesado por el legado de su padre, abrió en 1996 un museo dedicado a la Guerra Fría, el Cold War Museum.
Durante el año 2000, al cumplirse el cuadragésimo aniversario del famoso incidente, el gobierno del fallecido presidente ruso Borís Yeltsin le mandó a la familia de Powers una pequeña estatuilla, consistente en un trozo original del avión con forma de medialuna.

## Cine
En el año 2015 se estrenó en cines la película Bridge of Spies (El puente de los espías en España), dirigida por Steven Spielberg y protagonizada por Tom Hanks. El filme recrea el derribo del avión y dramatiza las difíciles negociaciones de James B. Donovan para lograr la liberación del piloto Francis Gary Powers.